# Stuľany
Stuľany (dawniej Stulani) – wieś (obec) na Słowacji, w kraju preszowskim w powiecie Bardejów. Pierwsze wzmianki o miejscowości pochodzą z roku 1420.
Według danych z dnia 31 grudnia 2016 wieś zamieszkiwały 563 osoby, w tym 298 kobiet i 265 mężczyzn.
W 2001 roku względem narodowości i przynależności etnicznej Słowacy stanowili 99,36%. Dominującym wyznaniem był katolicyzm, który wyznawało 84,86% populacji, 12,88% zaś to protestanci.